# Euripus coelestina
Euripus coelestina är en fjärilsart som beskrevs av Hans Fruhstorfer 1914. Euripus coelestina ingår i släktet Euripus och familjen praktfjärilar. Inga underarter finns listade i Catalogue of Life.